# Керртаун (Пенсільванія)
Керртаун (англ. Kerrtown) — переписна місцевість (CDP) в США, в окрузі Кроуфорд штату Пенсільванія. Населення — 258 осіб (2020).

## Географія
Керртаун розташований за координатами 41°37′36″ пн. ш. 80°10′10″ зх. д. / 41.62667° пн. ш. 80.16944° зх. д. (41.626709, -80.169465).  За даними Бюро перепису населення США в 2010 році переписна місцевість мала площу 2,19 км², уся площа — суходіл.

## Демографія
Згідно з переписом 2010 року, у переписній місцевості мешкало 305 осіб у 127 домогосподарствах у складі 82 родин. Густота населення становила 139 осіб/км².  Було 152 помешкання (69/км²).
Расовий склад населення:
| - 93,1 % — білих - 2,0 % — азіатів - 1,6 % — чорних або афроамериканців - 1,3 % — осіб інших рас |

До двох чи більше рас належало 2,0 %. Частка іспаномовних становила 2,0 % від усіх жителів.
За віковим діапазоном населення розподілялося таким чином: 21,3 % — особи молодші 18 років, 68,2 % — особи у віці 18—64 років, 10,5 % — особи у віці 65 років та старші. Медіана віку мешканця становила 43,1 року. На 100 осіб жіночої статі у переписній місцевості припадало 99,3 чоловіків;  на 100 жінок у віці від 18 років та старших — 100,0 чоловіків також старших 18 років.
За межею бідності перебувало 8,9 % осіб, у тому числі 0,0 % дітей у віці до 18 років та 56,0 % осіб у віці 65 років та старших.
Цивільне працевлаштоване населення становило 127 осіб. Основні галузі зайнятості: освіта, охорона здоров'я та соціальна допомога — 62,2 %, виробництво — 37,8 %.